# Draba
Pour les articles homonymes, voir Drave.
Genre
Draba, la Drave, est un genre de plantes à fleurs herbacées de la famille des Brassicacées. Il comprend plusieurs centaines d'espèces réparties dans le monde entier.

## Étymologie
Le nom scientifique Draba vient du grec drabé, « âcre », allusion à l'âcreté du suc de quelques espèces de ce genre.

## Liste des espèces
Selon GBIF (19 mai 2021) :
- Draba abajoensis Windham & Al-Shehbaz
- Draba acaulis Boiss.
- Draba acutidentata Bomble
- Draba affghanica Boiss.
- Draba aizoides L.
- Draba aizoides Pall. ex M.Bieb., 1808
- Draba alajica Litv.
- Draba alberti Regel & Schmalh.
- Draba albertina Greene
- Draba aleutica E.Ekman ex Hultén
- Draba alpina L.
- Draba alpina Wormsk. ex Lange
- Draba alshehbazii Klimes & German
- Draba altaica (C.A.Mey.) Bunge
- Draba alticola Kom.
- Draba alyssoides Humb. & Bonpl. ex DC.
- Draba alyssoides Humb. & Bonpl., 1821
- Draba alyssoides Kunth
- Draba amoena O.E.Schulz
- Draba amplexicaulis Franch.
- Draba anatolica A.Duran & Dinç
- Draba ancashensis Al-Shehbaz, A.Cano & Trinidad
- Draba andrenae Cockerell ex O.E.Schulz
- Draba aprica Beadle
- Draba aquisgranensis Bomble
- Draba arabisans Michx.
- Draba araboides Wedd.
- Draba araratica Rupr.
- Draba arauqensis Santana, 1995
- Draba arauquensis Santana
- Draba arbuscula Hook.f.
- Draba arctica J.Vahl
- Draba arctogena (E.Ekman) E.Ekman
- Draba aretioides Humb. & Bonpl. ex DC.
- Draba aretioides Humb. & Bonpl., 1821
- Draba aretioides Kunth
- Draba argentifolia Al-Shehbaz
- Draba argyrea Rydb.
- Draba arida C.L.Hitchc.
- Draba arseniewi (B.Fedtsch.) Gilg ex Tolm.
- Draba aspera Bertol.
- Draba asprella Greene
- Draba asterophora Payson
- Draba aubrietioides Jafri
- Draba aubrietoides Jafri
- Draba aucheri Boiss.
- Draba aurea M.Vahl ex Hornem.
- Draba aurea Vahl ex Lange
- Draba aureola S.Watson
- Draba australis R.Br.
- Draba bagmatiensis Al-Shehbaz
- Draba baicalensis Tolm.
- Draba bajtenovii Veselova
- Draba barclayana Al-Shehbaz
- Draba barguzinensis (O.D.Nikif.) Baikov
- Draba bartholomewii Al-Shehbaz
- Draba batava Dumort., 1827
- Draba battandieri Gilg ex O.E.Schulz
- Draba beamanii Rollins
- Draba bellardii S.F.Blake
- Draba beltrani Al-Shehbaz
- Draba bennettii G.A.Mulligan & Al-Shehbaz
- Draba bertiscea D.Lakusic & Stevanovic
- Draba bhutanica H.Hara
- Draba bifurcata (C.L.Hitch.)
- Draba borealis DC.
- Draba bosniaca Beck
- Draba boyacana Al-Shehbaz
- Draba brachycarpa (DC.) Baikov, 2005
- Draba brachycarpa Nutt.
- Draba brachycarpa Nutt. ex Torr. & A.Gray
- Draba brachystylis Rydb.
- Draba brackenridgei A.Gray
- Draba breweri S.Watson
- Draba bruce-bennettii Al-Shehbaz
- Draba bruniifolia Steven
- Draba burkartiana O.E.Schulz
- Draba burkei (C.L.Hitchc.) Windham & Beilstein
- Draba cachemirica Gand.
- Draba cacuminum E.Ekman
- Draba caespitosa Hoffm., 1808
- Draba cajamarcensis Al-Shehbaz
- Draba calcicola O.E.Schulz
- Draba californica (Jeps.) Rollins & R.A.Price
- Draba cana Rydb.
- Draba canoensis Al-Shehbaz, Trinidad, Ed.Navarro & Rodr.-Paredes
- Draba cantabriae (S.J.Laínz) S.J.Laínz
- Draba cappadocica Boiss. & Balansa
- Draba cardaminiflora Kom.
- Draba carnosula O.E.Schulz
- Draba caswellii G.A.Mulligan & Al-Shehbaz
- Draba caucasica Spreng. ex Steud., 1821
- Draba cayouettei G.A.Mulligan & Al-Shehbaz
- Draba cemileae Karaer
- Draba chamissoni G.Don, 1831
- Draba chamissonis G.Don
- Draba cheiranthoides Hook.f.
- Draba chionophila S.F.Blake
- Draba cholaensis W.W.Sm.
- Draba cinerea Adams
- Draba cocuyana Al-Shehbaz
- Draba compacta Schott, Nyman & Kotschy
- Draba confertifolia Turcz.
- Draba corrugata S.Watson
- Draba corsica Stein
- Draba corymbosa R.Br.
- Draba corymbosa R.Br. ex DC
- Draba crassa Rydb.
- Draba crassifolia Graham
- Draba cretica Boiss. & Heldr.
- Draba cruciata Payson
- Draba cryophila Cuatrec.
- Draba cryptantha Hook.f.
- Draba cuatrecasana J.O.Rangel & Santana
- Draba cuatrecasasiana J.O.Rangel & E.Santana C., 1989
- Draba cuneifolia Nutt.
- Draba cuneifolia Nutt. ex Torr. & A.Gray
- Draba cusickii B.L.Rob. ex O.E.Schulz
- Draba cuspidata M.Bieb.
- Draba cuzcoensis O.E.Schulz
- Draba cyclomorpha Payson
- Draba czuensis Revuschkin & A.L.Ebel
- Draba darwasica Lipsky
- Draba dasyantha Bernh.
- Draba daurica Fisch. & N.Busch
- Draba daviesiae (C.L.Hitchc.) Rollins
- Draba dedeana Boiss. & Reut.
- Draba demareei Wiggins
- Draba densifolia Nutt.
- Draba depressa Hook.f.
- Draba deserticola (Maclosie) Macloskie
- Draba discoidea Wedd.
- Draba dolomitica Buttler
- Draba dongchuanensis Al-Shehbaz, J.P.Yue, T.Deng & H.L.Chen
- Draba dorneri Heuff.
- Draba draboides (Maxim.) Al-Shehbaz
- Draba dubia Suter
- Draba ecuadoriana Al-Shehbaz
- Draba elata Hook.f. & Thomson
- Draba elegans Boiss.
- Draba elegans Maxim.
- Draba elisabethae N.Busch
- Draba ellipsoidea Hook.f. & Thomson
- Draba eriopoda Turcz.
- Draba eriopoda Turcz. ex Ledeb.
- Draba extensa Wedd.
- Draba exunguiculata (O.E.Schulz) C.L.Hitchc.
- Draba falconeri O.E.Schulz
- Draba farsetioides Linden & Planch.
- Draba fedtschenkoi (Pohle) Gilg ex Tolm.
- Draba fedtschenkoi Gilg ex O.E.Schulz
- Draba ficta E.G.Camus, 1898
- Draba fladnizensis Wulfen
- Draba franktonii G.A.Mulligan & Al-Shehbaz
- Draba frigida Turcz.
- Draba fuhaiensis C.H.An, 1995
- Draba fuhaiensis Z.X.An
- Draba funckeana Linden & Planch.
- Draba funckiana Linden & Planch.
- Draba funckiana Planch. ex O.E.Schulz, 1927
- Draba funckii (Turcz.) Al-Shehbaz
- Draba funiculosa Hook.f.
- Draba gilliesii Hook. & Arn.
- Draba glabella Pursh
- Draba glabrescens Dalla Torre & Sarnth., 1909
- Draba glabrescens Dusén
- Draba glacialis Adams
- Draba glaucescens (Maclosie) Dusén
- Draba globosa Payson
- Draba glomerata Royle
- Draba gracillima Hook.f. & Thomson
- Draba graminea Greene
- Draba grandis Langsd. ex DC.
- Draba grandis Langsd. ex Fisch.
- Draba grayana (Rydb.) C.L.Hitchc.
- Draba hallii Hook.f.
- Draba hammenii Cuatrec. & Cleef
- Draba handelii O.E.Schulz
- Draba haradjianii Rech.f.
- Draba haynaldii Stur
- Draba healyi G.A.Mulligan & Al-Shehbaz
- Draba heili Al-Shehbaz
- Draba helleriana Greene
- Draba henrici Al-Shehbaz
- Draba heterocoma Fenzl
- Draba hidalgensis Calderón
- Draba himachalensis Al-Shehbaz
- Draba hirta Gaudin
- Draba hirta Oeder
- Draba hirta Towns.
- Draba hispanica Boiss.
- Draba hispida Willd.
- Draba hissarica Lipsky
- Draba hitchcockii Rollins
- Draba hookeri Walp.
- Draba hoppeana Rchb.
- Draba howellii S.Watson
- Draba huetii Boiss.
- Draba humbertii Al-Shehbaz
- Draba humillima O.E.Schulz
- Draba hystrix Hook.f. & Thomson
- Draba imeretica Rupr.
- Draba implexa Rollins
- Draba incana L.
- Draba incerta Payson
- Draba incompta Steven
- Draba incomta Steven
- Draba incrassata (Rollins) Rollins & R.A.Price
- Draba inexpectata S.L.Welsh
- Draba inquisiviana Al-Shehbaz
- Draba insularis Pissjauk.
- Draba involucrata (W.W.Sm.) W.W.Sm.
- Draba jaegeri Munz & I.M.Johnst.
- Draba japonica Maxim.
- Draba jiulongensis Al-Shehbaz
- Draba jorullensis Humb., Bonpl. & Kunth ex DC., 1821
- Draba jorullensis Kunth
- Draba jucunda W.W.Sm.
- Draba juvenilis Kom.
- Draba kananaskia G.A.Mulligan, 1970
- Draba kassii S.L.Welsh
- Draba kitadakensis Koidz.
- Draba kluanei G.A.Mulligan
- Draba kodarica O.D.Nikif.
- Draba koeiei Rech.f.
- Draba kohlscheidensis Bomble
- Draba kongboiana Al-Shehbaz
- Draba korabensis Kümmerle & Degen
- Draba korabensis Kümmerle & Degen ex Jáv.
- Draba korschinskyi (O.Fedtsch.) Pohle ex O.Fedtsch.
- Draba korshinskyi (O.Fedtsch.) Pohle
- Draba kotschyi Stur
- Draba kuemmerlei Stevan. & D.Lakusic
- Draba kuramensis Junussov
- Draba kuramensis Yunusov
- Draba kusnezowii (Turcz. ex Ledeb.) Hayek
- Draba kuznetsovii (Turcz.) Hayek
- Draba lacaitae Boiss.
- Draba laconica Stevan. & Kit Tan
- Draba lactea Adams
- Draba lactea Neilr., 1859
- Draba ladina Braun-Blanq.
- Draba ladyginii Pohle
- Draba laegaardii Al-Shehbaz
- Draba lanceolata Royle
- Draba lapaziana Al-Shehbaz
- Draba lasiocarpa Rochel
- Draba lasiocarpa Rochel ex DC., 1821
- Draba lasiocarpa Rochel ex M.Bieb.
- Draba lasiophylla Royle
- Draba lasiopoda Turcz. ex Besser
- Draba lehmanniana Gilg
- Draba lehmanniana Gilg ex O.E.Schulz
- Draba lemmonii S.Watson
- Draba lichiangensis W.W.Sm.
- Draba lindblomii E.Ekman, 1917
- Draba lindenii (Hook.) Planch.
- Draba linearifolia L.L.Lou & T.Y.Cheo
- Draba lipskyi Tolm.
- Draba litamo L.Uribe
- Draba loayzana Al-Shehbaz
- Draba loiseleurii Boiss.
- Draba lonchocarpa Rydb.
- Draba longiciliata Al-Shehbaz & Sklenár
- Draba longisiliqua Schmalh.
- Draba longisiliqua Schmalh. ex Akinf.
- Draba longisquamosa O.E.Schulz
- Draba ludlowiana Jafri
- Draba lunkii V.I.Dorof.
- Draba lutescens Coss.
- Draba macbeathiana Al-Shehbaz
- Draba macleanii Hook.f.
- Draba macounii O.E.Schulz
- Draba magadanensis Berkut. & A.P.Khokhr.
- Draba magellanica Lam.
- Draba maguirei C.L.Hitchc.
- Draba majae Berkut. & A.P.Khokhr.
- Draba malpighiacea Windham & Al-Shehbaz
- Draba malpighiaceae Windham & Al-Shehbaz
- Draba mariae-aliceae Emb.
- Draba matangensis O.E.Schulz
- Draba matthioloides Gilg
- Draba matthioloides Gilg & O.E.Schulz ex O.E.Schulz
- Draba melanopus Kom.
- Draba menalopus Kom.
- Draba meskhetica Chinth.
- Draba metaarctica V.V.Petrovsky
- Draba micheorum Al-Shehbaz
- Draba microcarpella A.N.Vassiljeva & Golosk.
- Draba micropetala Hook.
- Draba mieheorum Al-Shehbaz
- Draba mingrelica Schischk. ex Grossh.
- Draba minima (C.A.Mey.) Steud.
- Draba mogollonica Greene
- Draba mollissima Steven
- Draba mongolica Turcz.
- Draba monoensis Rollins & R.A.Price
- Draba montana Berg. ex DC., 1821
- Draba montbretiana Sommier & Levier
- Draba mulliganii Al-Shehbaz
- Draba muralis Hook., 1830
- Draba muralis L.
- Draba murrayi G.A.Mulligan
- Draba nana Stapf
- Draba narmanensis Yild.
- Draba narmanensis Yıld.
- Draba nemoralis Linn.Franch., 1888
- Draba nemorosa L.
- Draba nipponica Makino
- Draba nivalis Lilj.
- Draba nivicola Rose
- Draba norvegica Gunnerus
- Draba novolympica Payson & H.St.John
- Draba nuda (Bél. ex Boiss.) Al-Shehbaz & M.Koch
- Draba nylamensis Al-Shehbaz
- Draba oariocarpa O.E.Schulz
- Draba obconica Hayek, 1925
- Draba oblongata R.Br.
- Draba oblongata R.Br. ex DC.
- Draba obovata Benth.
- Draba ochroleuca Bunge
- Draba ochropetala O.E.Schulz
- Draba odudiana Lipsky
- Draba ogilviensis Hultén
- Draba okamotoi Ohwi
- Draba olgae Regel & Schmalh.
- Draba oligosperma Hook.
- Draba oreades Schrenk
- Draba oreadum Maire
- Draba oreibata J.F.Macbr. & Payson
- Draba oreodoxa W.W.Sm.
- Draba orientalis Karabacak & Behçet
- Draba ossetica (Rupr.) Sommier & Levier
- Draba ossetica Rupr., 1869
- Draba oxycarpa Boiss.
- Draba oxycarpa Sommerf.
- Draba oxycarpa Sommerf. ex Nyman, 1878
- Draba pacheri Stur
- Draba pachythyrsa Triana & Planch.
- Draba paishanensis T.Mori
- Draba palanderiana Kjellm.
- Draba pamplonensis Planch. & Linden
- Draba pamplorrensis Planch. & Linden ex Triana & Planch., 1862
- Draba parnassica Boiss. & Heldr.
- Draba parviflora (Regel) O.E.Schulz
- Draba pauciflora R.Br.
- Draba paucifructa Clokey & C.L.Hitchc.
- Draba paysonii J.F.Macbr.
- Draba pectinata Speg. ex O.E.Schulz
- Draba pectinipila Rollins
- Draba pedicellata (Rollins & R.A.Price) Windham
- Draba pennell-hazenii O.E.Schulz
- Draba pennellii Rollins
- Draba peruviana (DC.) O.E.Schulz
- Draba petrophila Greene
- Draba physocarpa Kom.
- Draba pickeringii A.Gray
- Draba pilosa Adams ex DC.
- Draba pilosa Adams ex Fisch.
- Draba platycarpa Torr. & A.Gray
- Draba pohlei Tolm.
- Draba poluniniana Al-Shehbaz
- Draba polyphylla O.E.Schulz
- Draba polytricha Ledeb.
- Draba porsildii G.A.Mulligan
- Draba praealta Greene
- Draba primuloides (Turcz.) Turcz. ex N.Busch
- Draba primuloides Turcz.
- Draba prozorovskii Tolm.
- Draba pseudocheiranthoides Al-Shehbaz
- Draba pseudonivalis N.Busch
- Draba pterosperma Payson
- Draba pulchella Humb. & Bonpl., 1821
- Draba pulchella Willd. ex DC.
- Draba pulcherrima Gilg
- Draba pulvinata Turcz.
- Draba punoensis Al-Shehbaz, Ed.Navarro, Trinidad & A.Cano
- Draba pusilla F.Phil. ex Phil.
- Draba puvirnituqii G.A.Mulligan & Al-Shehbaz
- Draba pycnophylla Turcz.
- Draba pygmaea Turcz. ex N.Busch
- Draba pyrenaica Oeder
- Draba quearaensis Al-Shehbaz
- Draba radicans Royle
- Draba ramosissima Desv.
- Draba ramulosa Rollins
- Draba rectifructa C.L.Hitchc.
- Draba remotiflora O.E.Schulz
- Draba reptans (Lam.) Fernald
- Draba rigida Willd.
- Draba ritacuvana Al-Shehbaz
- Draba rositae Santana & J.O.Rangel
- Draba rosularis Boiss.
- Draba ruaxes Payson & H.St.John
- Draba rubricaulis A.Heller
- Draba sachalinensis (F.Schmidt) F.Schmidt
- Draba sachalinensis N.Busch
- Draba sagasteguii Al-Shehbaz
- Draba sakuraii Makino
- Draba sambukii Tolm.
- Draba sanctae
- Draba sanctae-martae O.E.Schulz
- Draba santaquinensis Windham & Allphin
- Draba sapozhnikovii A.L.Ebel
- Draba sarycheleki Veselova
- Draba sauteri Hoppe
- Draba saxosa Davidson
- Draba scabra C.A.Mey.
- Draba schultzei O.E.Schulz
- Draba schusteri O.E.Schulz
- Draba scopulorum Wedd.
- Draba scotteri G.A.Mulligan
- Draba sekiyana Ohwi
- Draba senilis O.E.Schulz
- Draba sericea Santana & J.O.Rangel
- Draba serpentina (Tiehm & P.Holmgren) Al-Shehbaz & Windham
- Draba setosa Royle
- Draba sharsmithii Rollins & R.A.Price
- Draba sherriffii Grierson
- Draba shiroumana Makino
- Draba sibirica (Pall.) Thell.
- Draba sierrae Sharsm.
- Draba sikkimensis (Hook.f. & Thomson) Pohle
- Draba siliquosa M.Bieb.
- Draba simmonsii Elven & Al-Shehbaz
- Draba simonkaiana Javorka, 1910
- Draba simonkaiana Jáv.
- Draba sintenisii Stapf ex O.E.Schulz
- Draba smithii Gilg & O.E.Schulz ex O.E.Schulz
- Draba sobolifera Rydb.
- Draba solitaria O.E.Schulz
- Draba soratensis Wedd.
- Draba spectabilis Greene
- Draba sphaerocarpa J.F.Macbr. & Payson
- Draba sphaeroides Payson
- Draba splendens Gilg
- Draba spruceana Wedd.
- Draba staintonii Jafri ex H.Hara
- Draba standleyi J.F.Macbr. & Payson
- Draba stellata Jacq.
- Draba stellata Oeder
- Draba stellata Sieber ex Steud., 1840
- Draba stellata With., 1796
- Draba stenobotrys Gilg & O.E.Schulz ex O.E.Schulz
- Draba stenocarpa Dalla Torre & Sarnth., 1909
- Draba stenocarpa Hook.f. & Thomson
- Draba stenoloba Ledeb.
- Draba stenopetala Trautv.
- Draba steyermarkii Al-Shehbaz
- Draba strasseri Greuter
- Draba streptobrachia R.A.Price
- Draba streptocarpa A.Gray
- Draba strigosula Bomble
- Draba stylaris J.Gay ex E.A.Thomas
- Draba stylosa Turcz.
- Draba subalpina Goodman & C.L.Hitchc.
- Draba subamplexicaulis C.A.Mey.
- Draba subcapitata Simmons
- Draba subfladnizensis Kuvaev
- Draba subnivalis Braun-Blanq.
- Draba subsecunda Sommier & Levier
- Draba subumbellata Rollins & R.A.Price
- Draba sunhangiana Al-Shehbaz
- Draba supranivalis Rupr.
- Draba supravillosa A.P.Khokhr.
- Draba surculosa Franch.
- Draba taimyrensis Tolm.
- Draba talassica Pohle
- Draba taylorii G.A.Mulligan & Al-Shehbaz
- Draba tenerrima O.E.Schulz
- Draba thlaspiformis (Phil.) Al-Shehbaz
- Draba thomasii W.D.J.Koch
- Draba thylacocarpa (Nábelek) Hedge
- Draba tibetica Hook.f. & Thomson
- Draba tichomirovii Kozhevn.
- Draba tolmatchevii V.V.Petrovsky
- Draba tomentosa Clairv.
- Draba tomentosa Schur, 1866
- Draba trichocarpa Rollins
- Draba trinervis O.E.Schulz
- Draba tschuktschorum Trautv.
- Draba tucumanensis O.E.Schulz
- Draba tundrostepposa V.V.Petrovsky
- Draba turczaninovi Pohle & N.Busch, 1925
- Draba turczaninowii Pohle & N.Busch
- Draba turgida É.Huet & A.Huet ex Ces., Pass. & Gibelli
- Draba ucuncha Al-Shehbaz
- Draba unilateralis G.N.Jones
- Draba uruguaya (Arechav.) Herter, 1943
- Draba ussuriensis Pohle
- Draba venezuelana Al-Shehbaz
- Draba ventosa A.Gray
- Draba verna L.
- Draba vesicaria Desv.
- Draba violacea Humb. & Bonpl.
- Draba violacea Humb. & Bonpl. ex DC.
- Draba viridis A.Heller
- Draba vulgaris Holmboe
- Draba vvedenskyi Kovalevsk.
- Draba weberi R.A.Price & Rollins
- Draba werffii Al-Shehbaz
- Draba winterbottomii (Hook.f. & Thomson) Pohle
- Draba wurdackii Al-Shehbaz
- Draba xylopoda Al-Shehbaz
- Draba yueii Al-Shehbaz
- Draba yukonensis A.E. Porsild
- Draba yungayensis Al-Shehbaz
- Draba yunnanenesis Franch.
- Draba yunnanensis Franch.
- Draba yunussovii Tolm.
- Draba zangbeiensis L.L.Lou
- Draba zangbeiensis L.L.Lu
- Draba zionensis C.L.Hitchc.
- Draba ×abiskoensis O.E.Schulz
- Draba ×abiskojokkensis O.E.Schulz
- Draba ×algida Adams ex DC.
- Draba ×amandae O.E.Schulz
- Draba ×asplundii O.E.Schulz
- Draba ×beleziana Camus.
- Draba ×blyttii O.E.Schulz
- Draba ×brandtii O.E.Schulz
- Draba ×buschii O.E.Schulz
- Draba ×davosiana Brügger
- Draba ×decipiens O.E.Schulz
- Draba ×districta O.E.Schulz
- Draba ×ekmaniana Weingerl
- Draba ×ficta Camus ex Hayek
- Draba ×flavicans Murr, 1902
- Draba ×harry-smithii O.E.Schulz
- Draba ×incerta O.E.Schulz
- Draba ×intermedia Hegetschw.
- Draba ×kingii O.E.Schulz
- Draba ×larssonii O.E.Schulz
- Draba ×lastrungica O.E.Schulz
- Draba ×lattinicciae Gamisans
- Draba ×lindblomii O.E.Schulz
- Draba ×microcarpa (Trautv.) O.E.Schulz
- Draba ×mixta O.E.Schulz
- Draba ×moritziana Brügger
- Draba ×perdubia O.E.Schulz
- Draba ×pilgeri O.E.Schulz
- Draba ×pseudovesicaria O.E.Schulz
- Draba ×salomonii Sünd.
- Draba ×schaeferi O.E.Schulz
- Draba ×setulosa Leresche
- Draba ×spreadboroughii O.E.Schulz, 1927
- Draba ×spreadhoroughii O.E.Schulz
- Draba ×sturii Strobl
- Draba ×toepfferi Stein
- Draba ×tornensis O.E.Schulz
- Draba ×ursorum Gand.
- Draba ×wilczekii O.E.Schulz

## Synonymes
Selon GBIF (19 mai 2021), les genres suivants sont synonymes de Draba :
- Aizodraba Fourr.
- Coelonema Maxim.
- Consana Adans.
- Dolichostylis Turcz.
- Dollineria Saut.
- Drabella Fourr.
- Drabella Nábelek
- Drabopsis K.Koch
- Eriophila Rchb.
- Erophila DC.
- Gansblum Adans.
- Holarges Ehrh.
- Holargidium Turcz. ex Ledeb.
- Leptonema Hook.
- Nesodraba Greene
- Odontocyclus Turcz.
- Paronychia Hill
- Pseudobraya Korsh.
- Stenonema Hook. ex Benth. & Hook.f.
- Thylacodraba (Nabelek) O.E.Schulz